# Terre-et-Marais
Terre-et-Marais est une commune française située dans le département de la Manche en région Normandie, peuplée de 1 288 habitants. Elle est créée le 1er janvier 2016 par la fusion de deux communes, sous le régime juridique des communes nouvelles. Les communes de Saint-Georges-de-Bohon et Sainteny deviennent des communes déléguées.

## Géographie

### Hydrographie
La commune est située dans le bassin Seine-Normandie. Elle est drainée par la Taute, la Sèves, l'Holerotte, la Bucaille, la rivière des Gouffres, un bras de Doubt Jean, le canal 02 de la commune de Auvers, le canal 03 de la commune de Sainteny, le cours d'eau 01 de la Burnoyere, le cours d'eau 01 de la commune de Saint-André-de-Bohon, le cours d'eau 03 de la commune de Mautis, le cours d'eau 04 de la commune de Sainteny, le fossé 01 de la commune de Saint-Georges-de-Bohon, le fossé 01 de la Grosnière, le fossé 01 de Raids, le fossé 01 du Chateau de Boisgrimot, le fossé 04 des Forges, le fossé 06 de la commune de Sainteny, le Grand Fossé, la rivière Neuve, le ruisseau de Raffoville, le ruisseau du Douit Jean et divers autres petits cours d'eau,.
La Taute, d'une longueur de 40 km, prend sa source dans la commune de Cambernon et se jette  dans la Douve à Carentan-les-Marais, après avoir traversé 13 communes.
La Sèves, d'une longueur de 33 km, prend sa source dans la commune de Muneville-le-Bingard et se jette  dans la Douve en limite de Auvers et de Carentan-les-Marais, après avoir traversé 15 communes.
L'Holerotte, d'une longueur de 12 km, prend sa source dans la commune de Saint-Sauveur-Villages et se jette  dans la Sèves en limite de Saint-Germain-sur-Sèves et de Terre-et-Marais, après avoir traversé sept communes.

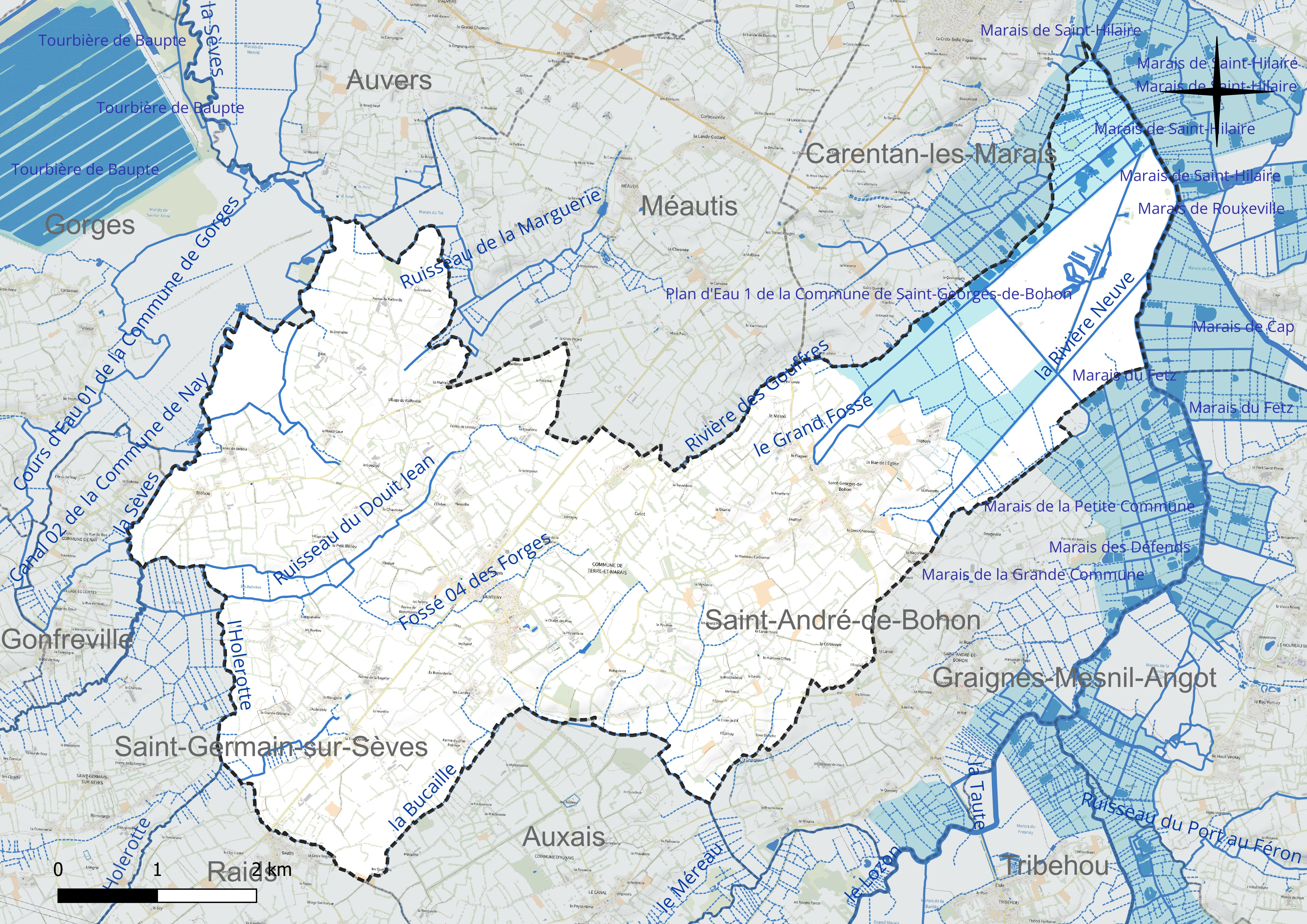
Réseau hydrographique de Terre-et-Marais.

Deux plans d'eau complètent le réseau hydrographique : le Grand Fossé (5,9 ha) et le plan d'eau 1 de la commune de Saint-Georges-de-Bohon (3,6 ha),.

### Climat
Pour des articles plus généraux, voir Climat de la Normandie et Climat de la Manche.
En 2010, le climat de la commune est de type climat océanique franc, selon une étude du CNRS s'appuyant sur une série de données couvrant la période 1971-2000. En 2020, Météo-France publie une typologie des climats de la France métropolitaine dans laquelle la commune est exposée à un climat océanique et est dans la région climatique  Normandie (Cotentin, Orne), caractérisée par une pluviométrie relativement élevée (850 mm/a) et un été frais (15,5 °C) et venté. Parallèlement le GIEC normand, un groupe régional d’experts sur le climat, différencie quant à lui, dans une étude de 2020, trois grands types de climats pour la région Normandie, nuancés à une échelle plus fine par les facteurs géographiques locaux. La commune est, selon ce zonage, exposée à un « climat maritime », correspondant au Cotentin et à l'ouest du département de la Manche, frais, humide et pluvieux, où les contrastes pluviométrique et thermique sont parfois très prononcés en quelques kilomètres quand le relief est marqué.
Pour la période 1971-2000, la température annuelle moyenne est de 11,3 °C, avec une amplitude thermique annuelle de 11,2 °C. Le cumul annuel moyen de précipitations est de 773 mm, avec 13 jours de précipitations en janvier et 7,1 jours en juillet. Pour la période 1991-2020, la température moyenne annuelle observée sur la station météorologique la plus proche, située sur la commune de Sainte-Marie-du-Mont à 17 km à vol d'oiseau, est de 11,6 °C et le cumul annuel moyen de précipitations est de 890,0 mm,. Pour l'avenir, les paramètres climatiques de la commune estimés pour 2050 selon différents scénarios d’émission de gaz à effet de serre sont consultables sur un site dédié publié par Météo-France en novembre 2022.

## Urbanisme

### Typologie
Au 1er janvier 2024, Terre-et-Marais est catégorisée commune rurale à habitat dispersé, selon la nouvelle grille communale de densité à sept niveaux définie par l'Insee en 2022.
Elle est située hors unité urbaine. Par ailleurs la commune fait partie de l'aire d'attraction de Carentan-les-Marais, dont elle est une commune de la couronne,. Cette aire, qui regroupe 13 communes, est catégorisée dans les aires de moins de 50 000 habitants,.

## Toponymie
Le toponyme Terre-et-Marais est inventé à l'occasion de la création de la commune le 1er janvier 2016. Il est composé de deux substantifs décrivant la composition du paysage communal, en grande partie dominé par des terres agricoles et les marais de Carentan.

## Histoire

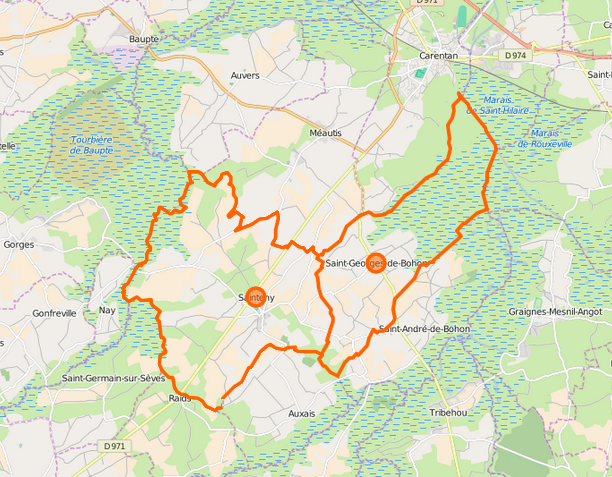
Les deux communes déléguées.

La commune de Saint-Georges-de-Bohon était favorable à un premier projet de commune nouvelle appelée Tribohon où cette dernière était associée avec Tribehou et Saint-André-de-Bohon ; bien que déjà réunies au sein du RPI Tribehou - les Bohons, les deux autres communes ont rejeté l'adhésion. La commune s'est tournée en novembre vers sa voisine Sainteny.
La commune est créée le 1er janvier 2016 par la fusion des deux communes, sous le régime juridique des communes nouvelles instauré par la loi no 2010-1563 du 16 décembre 2010 de réforme des collectivités territoriales.
L'arrêté préfectoral fixant les conditions a été publié le 16 décembre 2015. Les communes de Saint-Georges-de-Bohon et Sainteny deviennent des communes déléguées et Sainteny est le chef-lieu de la commune nouvelle.

## Politique et administration
En attendant les élections municipales de 2020, le conseil municipal élisant le maire est composé des conseillers des deux anciennes communes.
| Période      | Période  | Identité            | Étiquette | Qualité                                                   |
| ------------ | -------- | ------------------- | --------- | --------------------------------------------------------- |
| janvier 2016 | mai 2020 | Alain Langlois      |           | Chef de chantier, maire délégué de Saint-Georges-de-Bohon |
| mai 2020     | En cours | Jean-Pierre Jacquet | SE        | Exploitant agricole                                       |

## Démographie
L'évolution du nombre d'habitants est connue à travers les recensements de la population effectués dans la commune depuis sa création.
En 2022, la commune comptait 1 288 habitants, en évolution de +0,47 % par rapport à 2016 (Manche : −0,31 %, France hors Mayotte : +2,11 %).
| 2014  | 2015  | 2016  | 2017  | 2022  |
| ----- | ----- | ----- | ----- | ----- |
| 1 255 | 1 269 | 1 282 | 1 295 | 1 288 |

| Nom                    | Code Insee | Intercommunalité          | Superficie (km2) | Population (dernière pop. légale) | Densité (hab./km2) |
| ---------------------- | ---------- | ------------------------- | ---------------- | --------------------------------- | ------------------ |
| Sainteny (siège)       | 50564      | CC de la Baie du Cotentin | 21,63            | 877 (2022)                        | 41                 |
| Saint-Georges-de-Bohon | 50470      | CC de la Baie du Cotentin | 13,96            | 411 (2022)                        | 29                 |

## Culture locale et patrimoine

### Patrimoine religieux

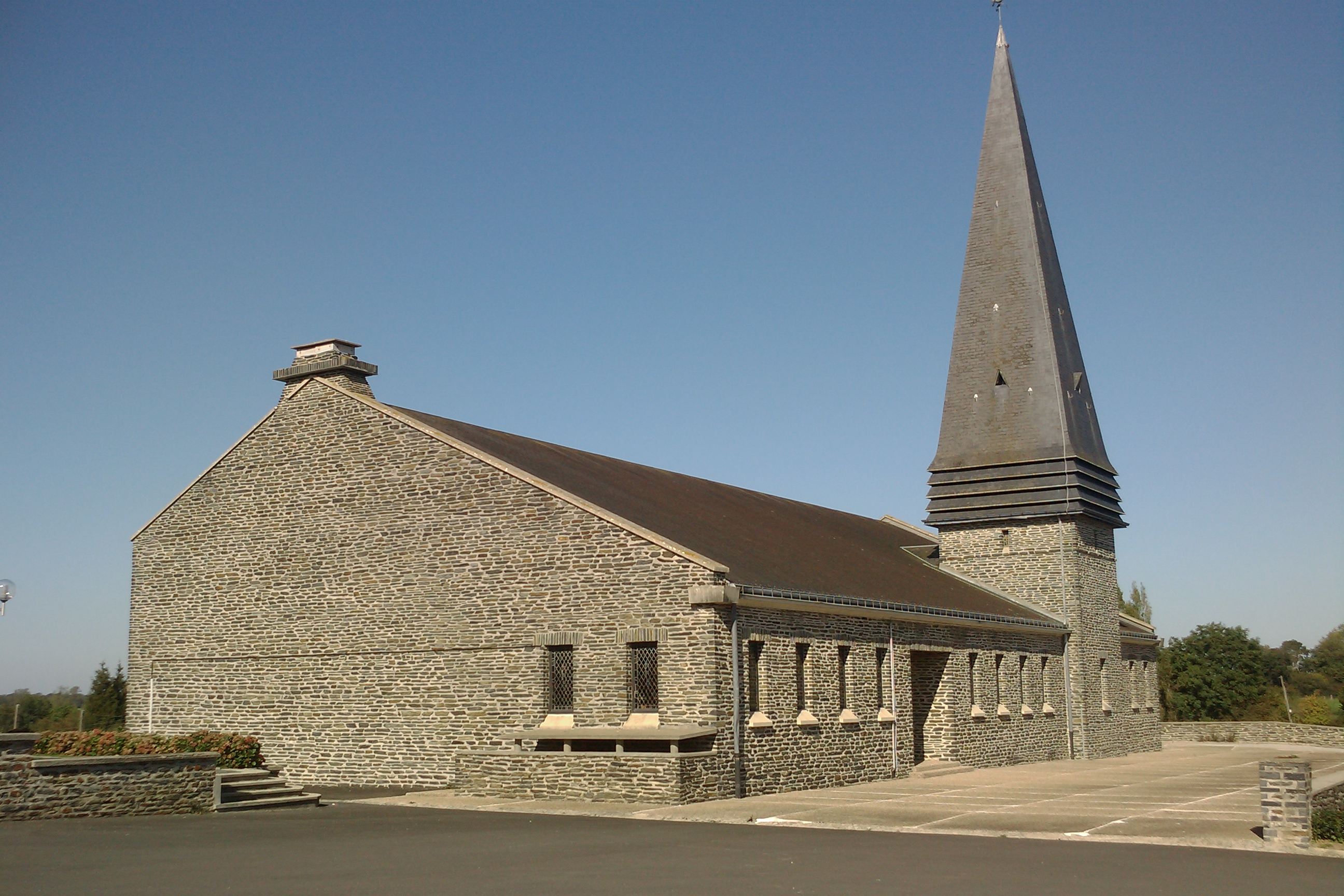
L'église Saint-Georges.

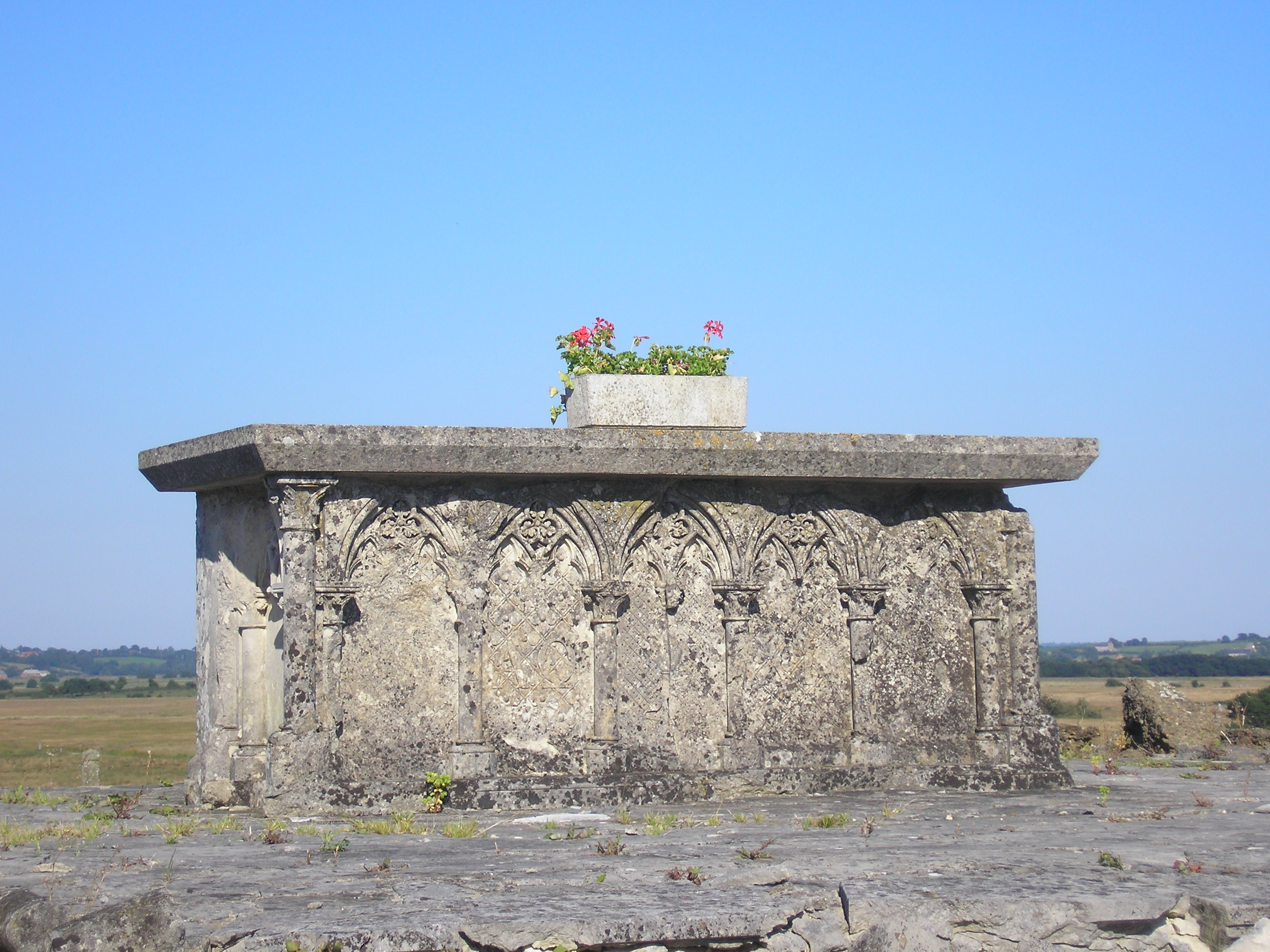
L'autel de l'ancienne église.

- Église Saint-Pierre : longue nef de sept travées (XIIIe siècle), élévation à deux étages (grandes arcades, fenêtres hautes), baie de la façade et porche flamboyants ; chapelle Notre-Dame XIXe siècle annexée à l'église. Le clocher est en bâtière, type de clocher très courant dans le département.
- Prieuré dépendant de l'abbaye Saint-Nicolas d'Angers.
- Église Saint-Georges (XXe siècle).
- Site de l'ancien prieuré du XIe dépendant de l'abbaye de Marmoutier; ruine de l'ancienne église détruite en 1944[42].

### Patrimoine civil
- Fermes-manoirs : Raffoville (milieu XVIe siècle), Lessay, Bléhou (XVIe siècle), Boisgrimot (XVIIe et XIXe siècles)
- Réserve de chasse et de faune sauvage (vaste zone tourbeuse au cœur de la vallée de la Taute)

## Pour approfondir